# Katastrofa lotu Air France 117
Katastrofa lotu Air France 117 wydarzyła się 22 czerwca 1962 roku na francuskiej wyspie Gwadelupie około 25 km na północny zachód od Pointe-à-Pitre. W katastrofie samolotu Boeing 707-328, należącego do linii Air France zginęło 113 osób (103 pasażerów i 10 członków załogi) – wszyscy na pokładzie.

## Wypadek
Lot Air France 117 odbywał się z Paryża z lotniska Orly do Santiago w Chile z międzylądowaniami w Lizbonie, na Azorach, Gwadelupie, Caracas i Limie. Boeing 707-328 linii Air France, który brał udział w wypadku odbył swój pierwszy lot zaledwie cztery miesiące wcześniej.
Port lotniczy Pointe-à-Pitre znajduje się w dolinie otoczonej wzgórzami, wymaga stromego podejścia. Lądowanie lotu 117 miało się odbyć w nocy 22 czerwca, w bardzo trudnych warunkach atmosferycznych: widzialność ok. 10 km, niski poziom chmur i gwałtowna burza. Dodatkowo radiolatarnia VOR na lotnisku była wyłączona z eksploatacji.
Samolot eksplodował po uderzeniu we wzgórze zwane Dos D'Ane, na wysokości około 420 m.  Nikt ze 113 osób na pokładzie nie przeżył. Wśród zmarłych był polityk z Gujany Francuskiej Justin Catayée.

## Przyczyna
Podczas dochodzenia nie udało się ustalić dokładnej przyczyny wypadku. Prawdopodobne przyczyny to: niewystarczające informacje meteorologiczne przekazane załodze, awaria urządzeń naziemnych oraz wpływ warunków atmosferycznych na błędne odczyty wskaźnika ADF.

## Pomnik
W 2002 roku w czterdziestą rocznicę katastrofy na wzgórzu umieszczono pamiątkowy pomnik.